# Bitwa o Kijów (1941)

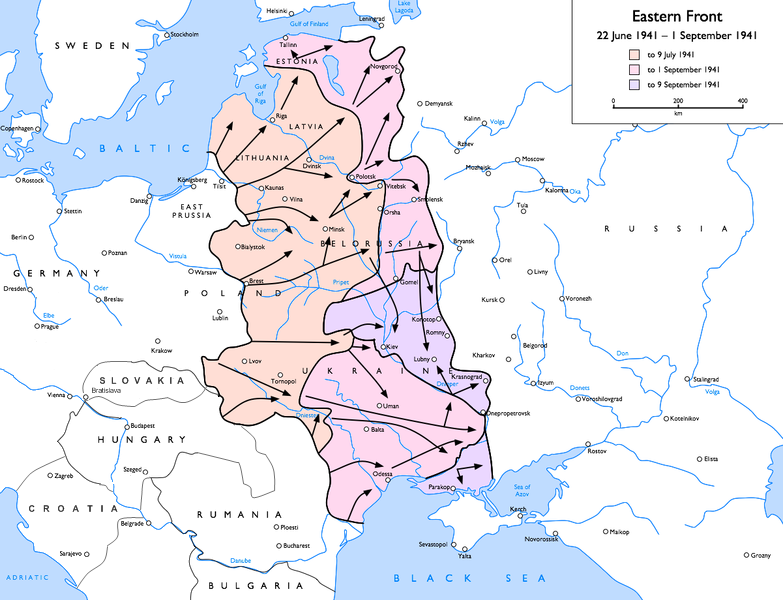
Front wschodni podczas bitwy o Kijów

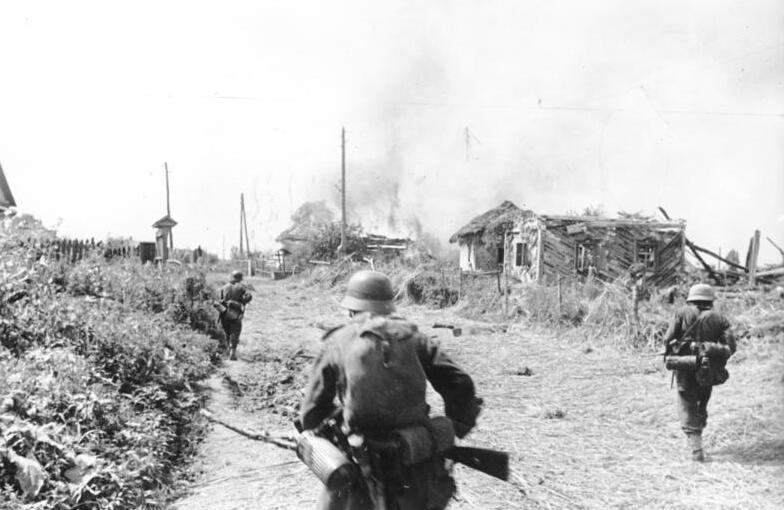
Niemieccy żołnierze atakują wioskę Hatne na zachód od Kijowa, 6 września 1941 roku

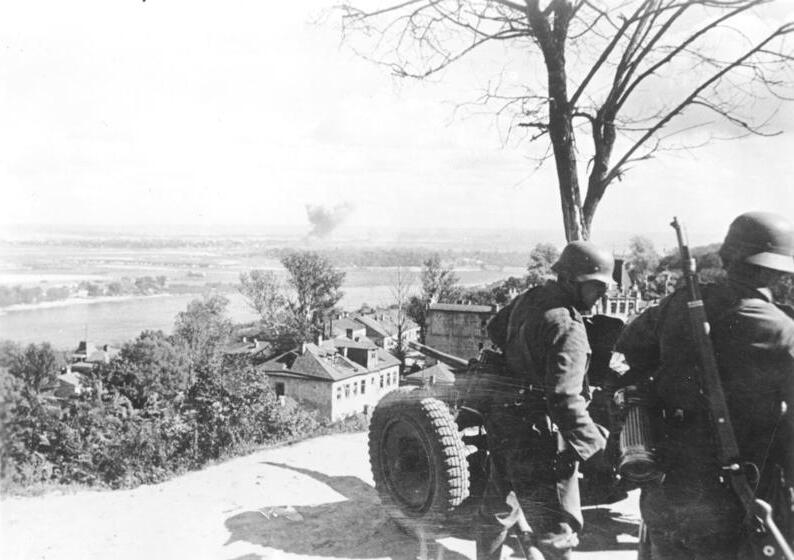
Niemieccy żołnierze ostrzeliwują pozycje radzieckie na drugim brzegu Dniepru za pomocą armaty przeciwpancernej PaK 36, 20 września 1941 roku

Bitwa o Kijów – bitwa stoczona na froncie wschodnim pomiędzy Armią Czerwoną a Wehrmachtem podczas II wojny światowej, która skutkowała potężnym okrążeniem wojsk radzieckich wokół Kijowa. Bitwę uważa się za największe okrążenie wojsk w całej historii wojskowości. Trwała ona od 23 sierpnia do 26 września 1941 roku w czasie operacji Barbarossa. W radzieckiej historiografii jest ona znana jako Kijowska Strategiczna Operacja Obronna (ros. Киевская стратегическая оборонительная операция) i podane są w niej nieco inne daty, mianowicie od 7 lipca do 26 września 1941 roku.
W czasie operacji okrążono prawie cały Front Południowo-Zachodni Armii Czerwonej i według niemieckich danych wzięto do niewoli 665 tys. żołnierzy oraz zniszczono lub zdobyto 884 czołgi oraz 2718 dział. Pomimo tego okrążenie Kijowa nie zostało całkowicie zamknięte, dzięki czemu małe grupy żołnierzy Armii Czerwonej zdołały wymknąć się z okrążenia, w tym dowódca Kierunku Południowo-Zachodniego marsz. Siemion Budionny, marsz. Siemion Timoszenko i komisarz polityczny Nikita Chruszczow. Dowódca Frontu Południowo-Zachodniego gen. Michaił Kirponos został złapany w pułapkę za linią wroga i zginął podczas próby przebicia się.
Klęska pod Kijowem była, na skalę nienotowaną do tej pory, katastrofą Armii Czerwonej, która sama w sobie przekraczała nawet klęskę pod Mińskiem pomiędzy czerwcem a lipcem 1941 roku. W liczbach całkowitych Front Południowo-Zachodni odniósł następujące straty: 700 544 żołnierzy, w tym 616 304 zabitych, pojmanych lub zaginionych w akcji. Skutkiem tego pięć radzieckich armii (5, 37, 26, 21 i 38) składających się z 43 dywizji właściwie przestało istnieć. 40 Armia została również poważnie przetrzebiona. Podobnie jak Front Zachodni przed nim, tak i Front Południowo-Zachodni musiał być odbudowywany właściwie od początku.

## Wstęp
Po początkowych szybkich sukcesach Grupy Armii „Środek” w środkowym sektorze frontu wschodniego powstało dużej wielkości wybrzuszenie w jej miejscu połączenia z Grupą Armii „Południe” pod koniec lipca 1941 roku. Znajdowały się w nim duże siły radzieckie składające się z prawie całego Frontu Południowo-Zachodniego skoncentrowane w samym Kijowie i dookoła Kijowa. Pomimo braków w ilości czołgów i wojsk zmotoryzowanych, a było to spowodowane olbrzymimi stratami tych formacji w bitwie pod Humaniem, front ten nadal był sporym zagrożeniem dla nacierających Niemców i stanowił największe pojedyncze skoncentrowanie wojsk radzieckich na froncie wschodnim w tym okresie.
Pod koniec sierpnia naczelne dowództwo (OKH, Oberkommando des Heeres) stanęło przed wyborem – kontynuowanie marszu na Moskwę albo zniszczenie radzieckich sił na południu. Ponieważ niemiecka Grupa Armii „Południe” nie była wystarczająco silna do zniszczenia wojsk radzieckich, postanowiono przesunąć spore siły z Grupy Armii „Środek”, by wspomóc Grupę Armii „Południe”. Po dyskusji w gronie najwyższego dowództwa Wehrmachtu, większość sił 2 Grupy Pancernej oraz 2 Armii została odłączona od Grupy Armii „Środek”  i wysłana na południe w celu okrążenia Armii Czerwonej i połączenia się z nacierającą Grupą Armii „Południe”. Do połączenia miało dojść na wschód od Kijowa.

## Bitwa
Niemieckie armie pancerne nacierały w błyskawicznym tempie. 12 września 1 Grupa Pancerna Ewalda von Kleista, która już wtedy skierowała się na północ i sforsowała Dniepr, zaatakowała ze swoich przyczółków w Czerkasach i Krzemieńczuku. Kontynuując swoje natarcie na północ przecięła ona tyły Frontu Południowo-Zachodniego Kirponosa. 16 września nawiązała ona kontakt z nacierającą na południe 2 Grupą Pancerną Guderiana w Łochwicy, 190 km na wschód od Kijowa. Budionny został złapany w pułapkę, a 13 września rozkazem Stalina został on pozbawiony dowództwa, nie wymieniono jednak oficjalnego zastępcy, pozostawiając dowództwo gen. Kirponosowi, który zginął 20 września.
Od tego momentu los okrążonej Armii Czerwonej był już przypieczętowany. Przed Armią Czerwoną wisiało widmo niesłychanej klęski. Bez sił zmotoryzowanych, bez naczelnego dowódcy, nie było możliwości na wyrwanie się z okrążenia. Niemiecka 17 i 6 Armia Grupy Armii „Południe”, jak również 2 Armia Grupy Armii „Środek”  krok po kroku zaciskały pierścień okrążenia wspierane dodatkowo przez dwie grupy pancerne. Armia Czerwona nie poddała się jednak łatwo. Dopiero po krwawych i niezwykle zaciekłych walkach, w których siły Armii Czerwonej były bombardowane z powietrza, przez artylerię i broń pancerną jednostki radzieckie poddały się. 19 września padł Kijów, ale walki w okrążeniu kontynuowano nadal. Po dziesięciu dniach zaciekłych walk, ostatnie oddziały Armii Czerwonej znajdujące się na wschód od Kijowa poddały się 26 września. Niemcy pojmali według swoich szacunków 665 tys. żołnierzy Armii Czerwonej.

## Po bitwie
Dzięki manewrowi Guderiana Wehrmacht zniszczył Front Południowo-Zachodni wraz ze wspomnianymi wcześniej stratami Armii Czerwonej, podczas gdy siły radzieckie na zachód od Moskwy prowadziły nieudolną i kosztującą wiele strat ofensywę przeciwko Niemcom wokół Smoleńska. Po zabezpieczeniu swojej południowej flanki Grupa Armii „Środek” rozpoczęła w październiku operację „Tajfun” mającą na celu zdobycie Moskwy.
Po zdobyciu Kijowa Grupie Armii „Południe” rozkazano wznowić ofensywę. Oddziały tej grupy armii zdobyły prawie cały Półwysep Krymski i lewobrzeżną Ukrainę przed dotarciem do Donbasu. Po czterech miesiącach bezustannych walk wojska von Rundstedta były na granicy wyczerpania i poniosły klęskę w walkach o Rostów pod koniec 1941 roku. Jednostkom Grupy Armii „Południe” udało się zająć Charków, jednak większość fabryk, robotników i urządzeń fabrycznych została ewakuowana wcześniej z Charkowa za Ural.